# 林淳軒
林淳軒（英語：Derek Lam Shun Hin，1993年—），香港社運人士，前學民思潮成員、香港眾志常委，於2017年因違反黨內紀律而被罷免。 

## 生平

### 早年
林淳軒13歲時患上血癌，曾在家中吐血，亦有一段日子不能進食，後接受化療並痊癒。 

### 學民思潮時期
2011年，時年17歲的林淳軒加入學民思潮，並積極參與反國教活動，多次公開發言。2014年8月31日，他曾與多名學民思潮成員入住時任全國人大常委會副秘書長李飛訪港時下榻的灣仔君悅酒店，並於酒店大堂展示「公民提名必不可少」的標語，最後被警方抬走。 
2014年雨傘革命期間，林淳軒積極參與前線工作，並多次公開發言和擔任大台咪手。9月26日，林衝入政府總部東翼前地（俗稱「公民廣場」）示威，並涉嫌在衝入公民廣場後襲擊一名男保安，被警方拘捕。11月30日，學民思潮和學聯宣佈行動升級，計劃包圍政府總部，但因指揮失當導致大量示威者受傷和被捕。林與黃之鋒、周永康、岑敖暉等學生領袖於翌日公開道歉，承認升級行動失敗。 

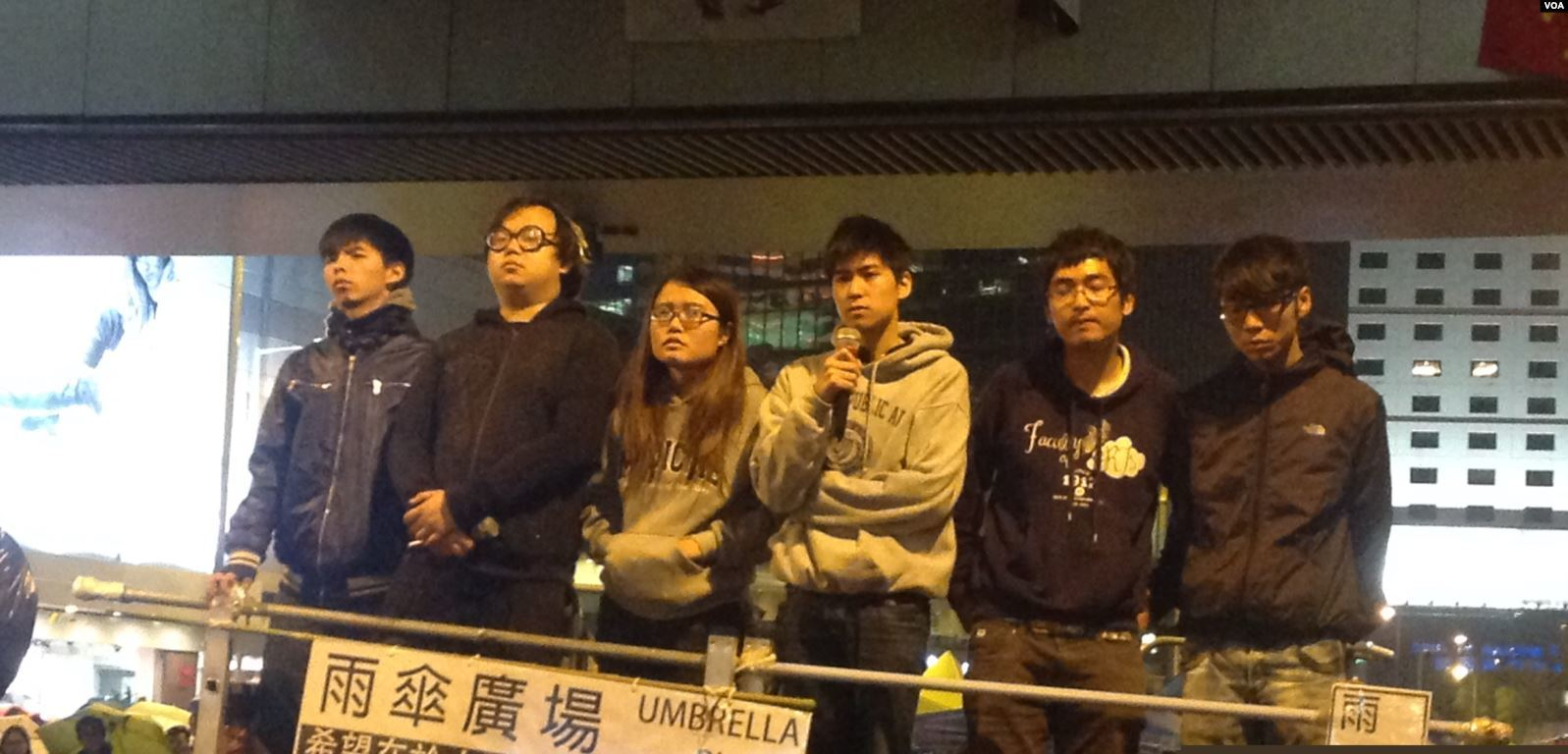
黃之鋒（左一）、林淳軒（左二）、梁麗幗（左三）、周永康（右三）、岑敖暉（右二）、謝梓驄（右一）於12月1日公開承認升級行動失敗

2015年1月，林淳軒被警方以預約形式拘捕，被控兩項煽動他人參與未經批准集結，以及未經批准參與非法集結罪名。同年，林入讀香港中文大學崇基學院神學院修讀神學。2016年2月8日，林淳軒參與了旺角騷亂，並於2月10日準備離境旅遊時被警方以暴動罪拘捕。被捕後，林就讀的崇基神學院發起聯署聲援，林亦向記者指其當晚只是在場監視，並無意圖參與任何街頭抗爭，亦不支持擲磗。該案於翌年4月7日審訊，因證據不足而撤銷控罪。 

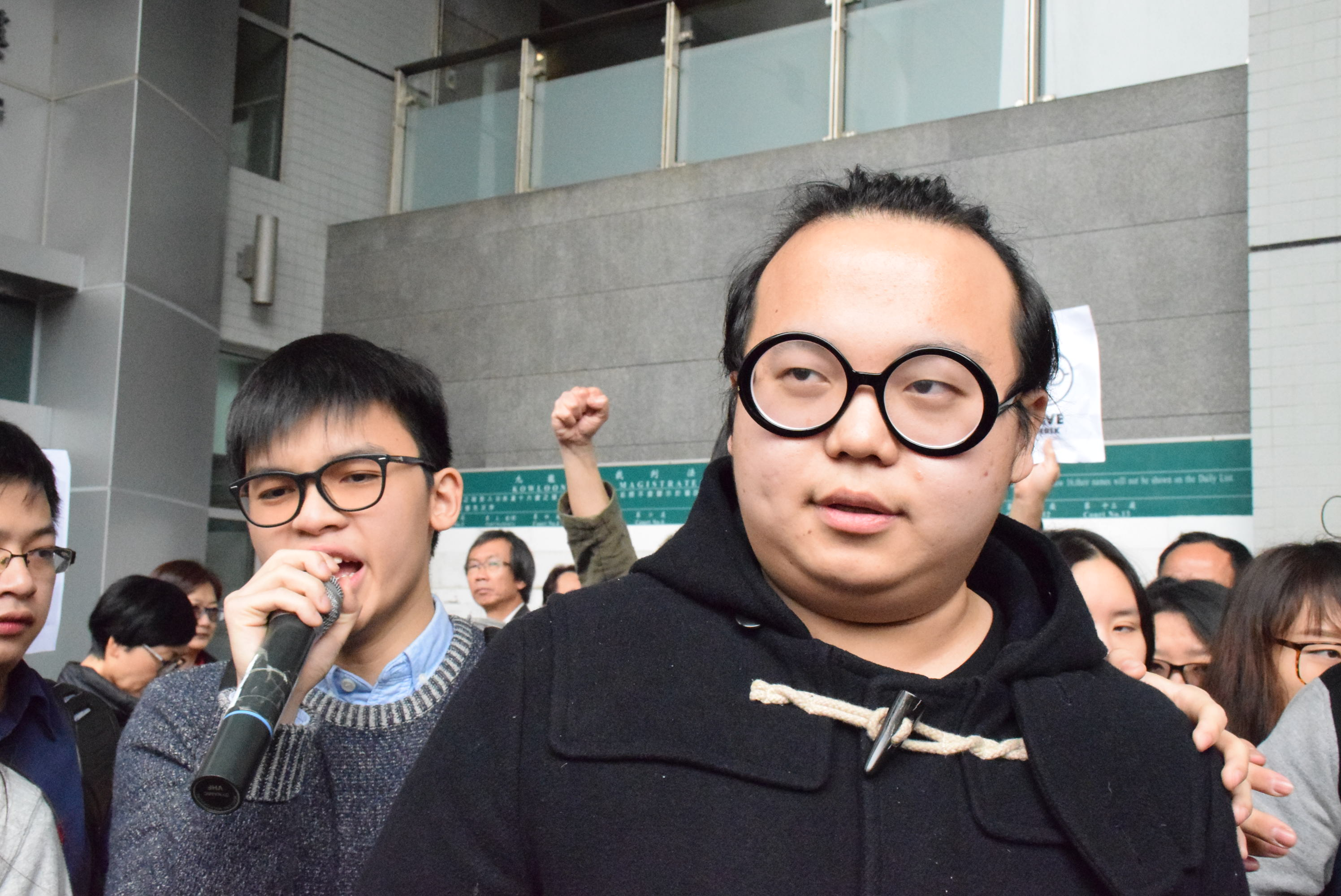
黎汶洛（左）、林淳軒。圖為林在2016年旺角騷亂被控暴動罪後保釋離開九龍城裁判法院

### 香港眾志時期
2016年3月20日，學民思潮解散，林淳軒與黃之鋒、周庭、林朗彦等前學民核心成員成立香港眾志，並擔任常委。同年5月19日，時任全國人大委員長張德江訪港，林淳軒和其他香港眾志成員在張的車隊到達灣仔君悅酒店時攔路抗議，被警方拘捕。及後於11月6日，林淳軒參與了反釋法遊行，被控非法集結。
2017年，香港眾志發起「黑紫荊行動」，黃之鋒、羅冠聰、林朗彥等多名核心成員被捕，隨後更被判入獄。林淳軒成為唯三沒有被捕的常委，因此負責兼任發言和對外聯絡工作，期間曾赴英國出席由前港督彭定康主持的言論自由論壇，以及就中西區區議會拒絕民主黨許智峯提出「平反六四」議案申請司法覆核。 

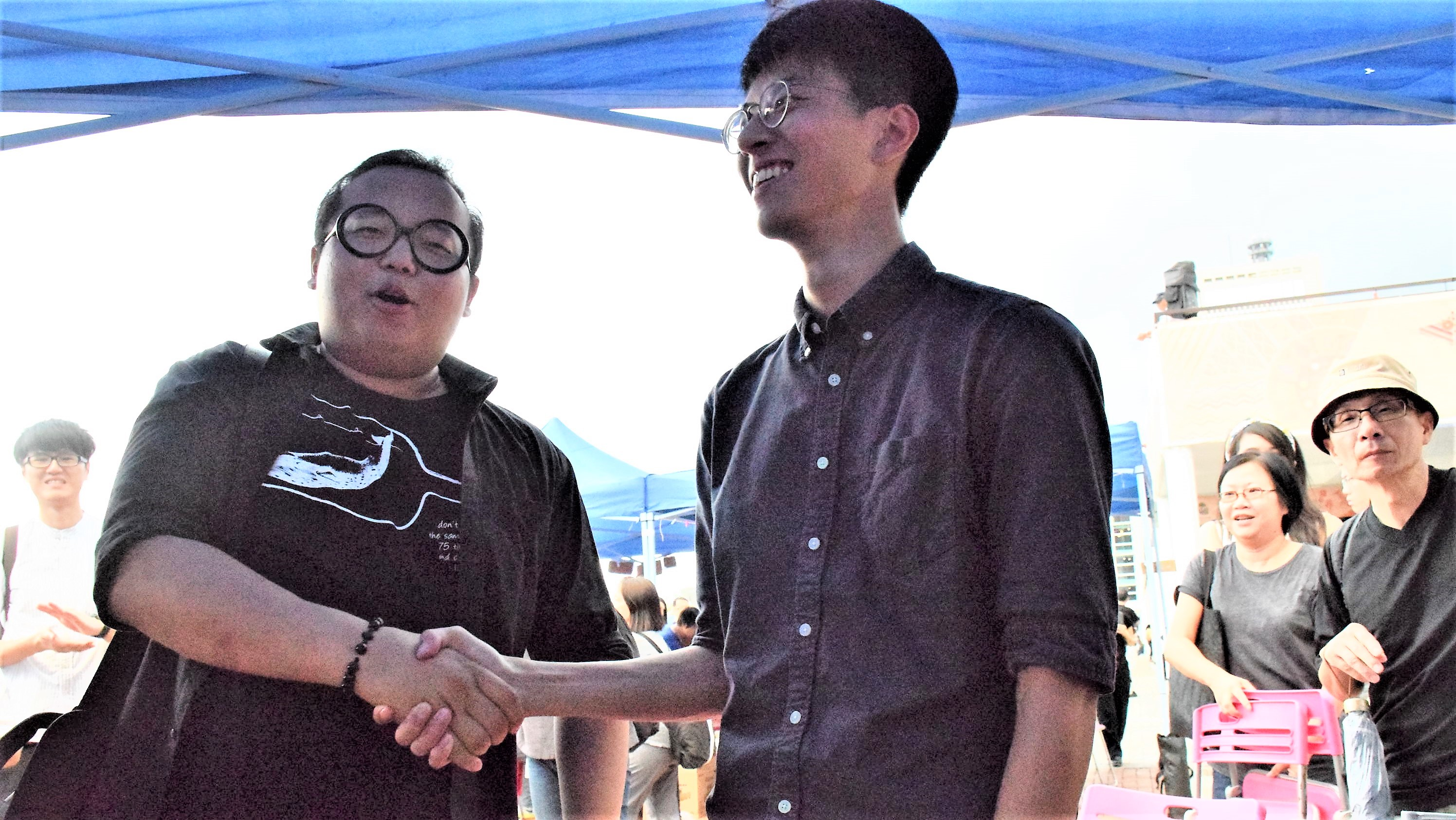
林淳軒及本土民主前線發言人黃台仰（右）出席「與抗爭者對話」論壇後握手

2017年11月8日，香港眾志發表聲明，指林淳軒違反黨內財政處理程序。雖然並無財政損失，但經黨內調查後，裁定林違反黨員行為操守，即時免去常委職務。林淳軒亦已提出退黨申請，並獲得批淮。季霆剛於《輔仁文誌》撰寫的時評中估計是在黃之鋒入獄期間處理Paypal捐款不當引致。

### 退黨後
2019年9月11日，就2016年反釋法大遊行一案，林淳軒非法集結、煽惑他人擾亂公眾秩序、襲警等罪成，被判處80小時的社會服務令。反送中運動期間，林淳軒曾多次於《立場新聞》撰文，寄語抗爭者堅持和切勿分化。
2023年7月13日，香港警務處國家安全處就前香港眾志主席羅冠聰被懸紅通緝一案到林的家中調查，隨後以涉嫌「協助在逃人繼續從事危害國家安全行為」將他帶走問話，但未有作出拘捕。

## 感情生活
2018年，林淳軒捲入桃色醜聞，被記者拍到他與另一位前學民思潮成員周可愛在街上親暱並到時鐘酒店，亦與一位中文大學任職的林姓女子和一位梁姓友人幽會並有不少親密行為，被指「一腳踏多船」。 

## 影視作品
- 分域大道（紀錄片，2018年）[35]